# Bryconamericus hyphesson

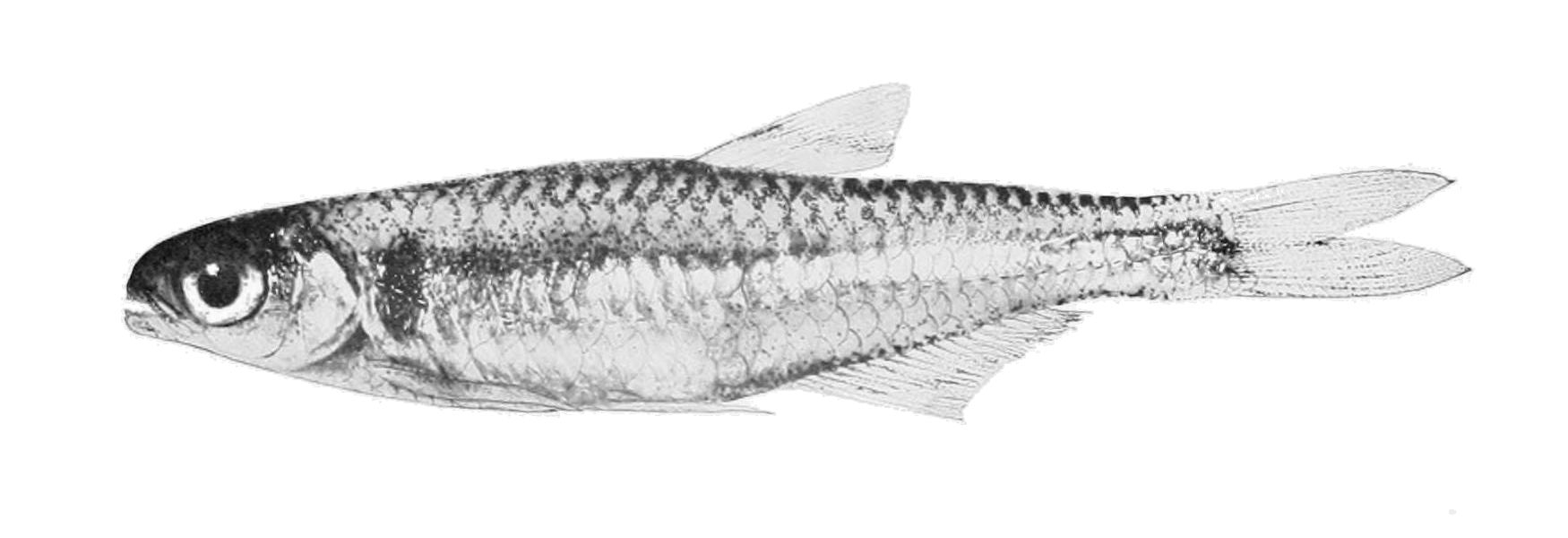
Il·lustració d'un especimen de Bryconamericus hyphesson.

Bryconamericus hyphesson és una espècie de peix de la família dels caràcids i de l'ordre dels caraciformes.

## Morfologia
- Els mascles poden assolir 3,7 cm de llargària total.[4]

## Hàbitat
Viu en zones de clima tropical.

## Distribució geogràfica
Es troba a Sud-amèrica: conca del riu Potaro.